# Awake (álbum de L'Arc~en~Ciel)
Awake é o décimo álbum de estúdio da banda japonesa L'Arc~en~Ciel, lançado em 22 de junho de 2005. A música "Lost Heaven" foi usada como tema de encerramento do filme Fullmetal Alchemist the Movie: Conqueror of Shamballa.
Alcançou a primeira posição na Oricon Albums Chart.

## Faixas
Todas as letras escritas por hyde, exceto a faixa 1, escrita por yukihiro, e a faixa 12, escrita por ken.
| N.º            | Título                                                        | Música          | Duração |  |
| 1.             | "New World"                                                   | yukihiro / hyde | 4:06    |  |
| 2.             | "Lost Heaven"                                                 | ken             | 4:36    |  |
| 3.             | "Jojoushi (叙情詩, Poesia Lírica)"                            | ken             | 5:10    |  |
| 4.             | "Trust"                                                       | tetsu           | 4:29    |  |
| 5.             | "Killing Me"                                                  | hyde            | 4:01    |  |
| 6.             | "As One"                                                      | hyde            | 3:44    |  |
| 7.             | "My Dear"                                                     | hyde            | 5:09    |  |
| 8.             | "Existence"                                                   | ken             | 4:08    |  |
| 9.             | "Jiyuu e no Shoutai (自由への招待, Convite Para a Liberdade)" | tetsu           | 3:59    |  |
| 10.            | "Ophelia"                                                     | hyde            | 5:09    |  |
| 11.            | "Hoshizora (星空, Céu Estrelado)"                             | hyde            | 5:36    |  |
| 12.            | "Twinkle, Twinkle"                                            | ken             | 5:12    |  |
| 13.            | "Heaven's Drive* (Live at Yoyogi National Stadium)"           | hyde            | 5:12    |  |
| Duração total: | Duração total:                                                | Duração total:  | 55:19   |  |

* apenas na versão dos EUA

## Ficha técnica
- Hyde – vocais
- Ken – guitarra
- Tetsu – baixo
- Yukihiro – bateria

## Desempenho nas paradas
| Parada (2005)       | Melhor posição |
| ------------------- | -------------- |
| Oricon Albums Chart | #1             |